# Albert Seerig
Albert Wilhelm Hermann Seerig (Rudolstadt, 26 aprile 1797 – Königsberg, 7 marzo 1862) è stato un anatomista e chirurgo tedesco.

## Biografia
Studiò medicina presso le università di Jena, Berlino e Breslavia, dove lavorò anche come prosettore anatomico. Nel 1826 divenne professore associato a Breslavia, e nel 1836 si trasferì all'Università di Königsberg come professore ordinario di chirurgia.Nel 1839/40 è stato rettore della stessa università.

## Opere
- De hydroencephaloceles specimine eximio, 1822 (tesi).
- Über angeborene Verwachsung der Finger und Zehen und Ueberzahl derselben, 1824.
- Nonnulla de fungi durae matris origine et diagnosi, 1825.
- Armamentarium chirurgicum; oder, Möglichst vollständige Sammlung von Abbildungen und Beschreibung chirurgischer Instrumente älterer und neuerer Zeit (2 volumi, 1835–38).[4]